# Josef Ludvík
Josef Ludvík (21. října 1912 České Budějovice – 8. července 1952 Věznice Pankrác) byl český příslušník SNB a agent chodec odsouzený komunistickým režimem k trestu smrti a popravený v roce 1952.

## Životopis
Narodil se v roce 1912 v Českých Budějovicích. Po absolvování základní vojenské služby se stal v srpnu 1937 policejním strážníkem. Se svou manželkou měl dvě děti.
Během druhé světové války působil v protinacistickém odboji a účastnil se bojů během Pražského povstání. Po jejím konci mu za jeho činnost udělil prezident Edvard Beneš medaili Za chrabrost. Ludvík pak začal působit jako strážmistr u Sboru národní bezpečnosti v Prachaticích.

### Po únoru 1948
Jeho švagr byl po únorovém převratu odsouzen za protistátní činnost a odeslán do komunistického pracovního tábora. Zatčena byla také jeho žena (tj. Ludvíkova sestra). Jako člen SNB byl po odsouzení jeho švagra šikanován svými kolegy a později byl zcela bezdůvodně suspendován. V srpnu 1949 se rozhodl překročit státní hranici a utéct na Západ, což se mu povedlo, když ji překročil u osady Mlaka nedaleko Českých Žlebů. V Západním Německu se poté stal agentem amerických i britských tajných služeb. Poté působil jako agent chodec, přičemž poprvé se do Československa vrátil v dubnu 1950. V květnu 1951 byl se svým kamarádem dopaden nedaleko Horské Kvildy při nelegálním přechodu státní hranice, při němž převáděli dvě ženy. Při zatýkání příslušníky Státní bezpečnosti se nebránil, aby neohrozil životy převáděných žen. V únoru 1952 byl za trestné činy velezrady a vyzvědačství v politickém procesu odsouzen k trestu smrti. Soudci případu o jeho osobě pronesli: „Je vidno, že obviněný se svým jednáním sám vyřadil ze společnosti dělnické třídy, ze které pochází, a že je tak narušeného charakteru, že nelze u něho očekávati nápravu, takže je nutno v zájmu bezpečnosti společnosti ho zlikvidovat.“ Popraven byl v červenci 1952.

## Připomínky
- Jeho jméno je uvedeno na pamětní desce popraveným příslušníkům Sboru národní bezpečnosti umístěné na fasádě v podloubí před vstupem do budovy Policejního prezidia České republiky na adrese Strojnická 935/27, 170 89 Praha 7 – Holešovice.[6][7]
- Jeho jméno je uvedeno na desce v řadě 27 na Čestném pohřebišti popravených a umučených z 50. let (III. odboj) na Ďáblickém hřbitově.[8]

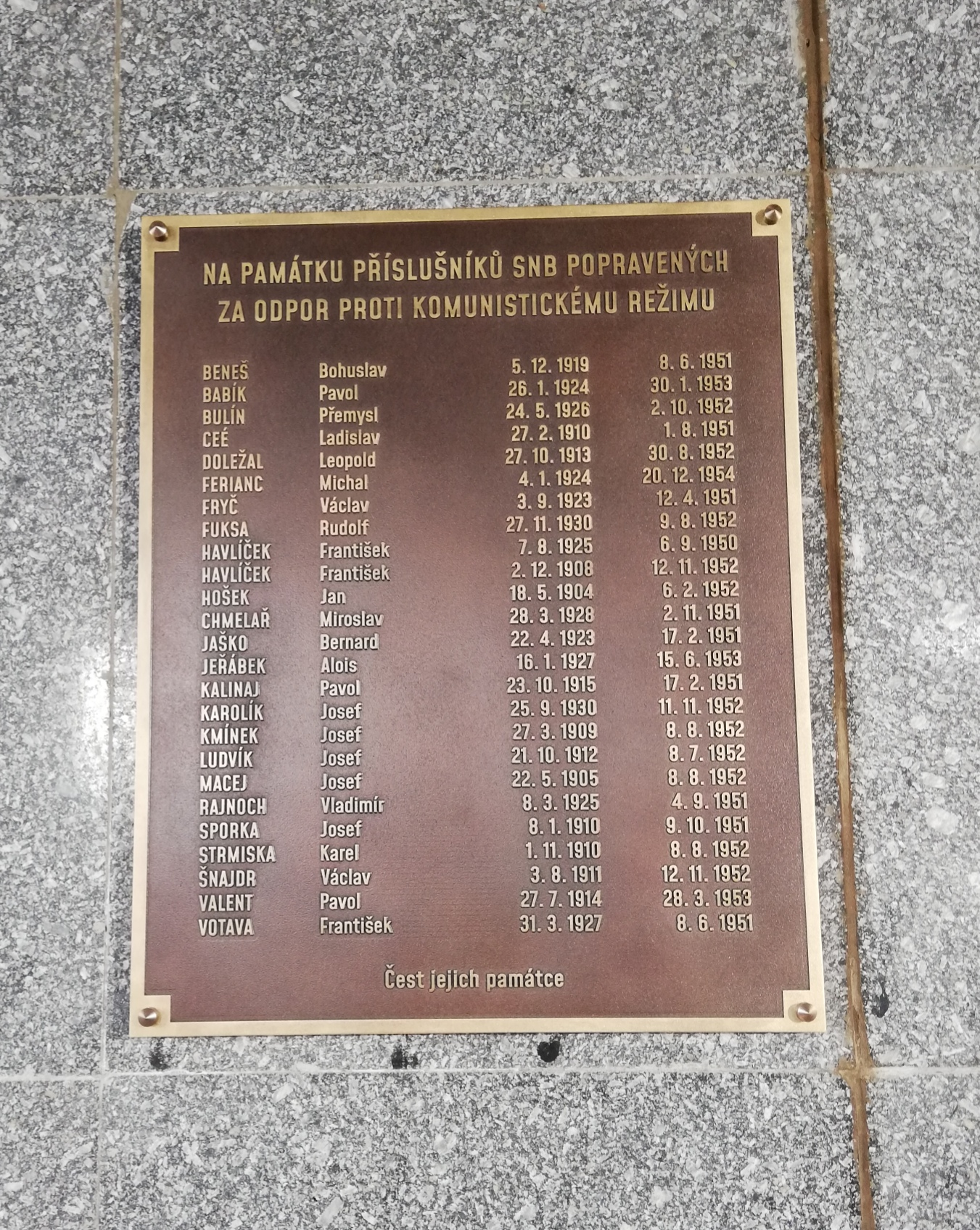
Pamětní deska popraveným příslušníkům Sboru národní bezpečnosti se jménem Josefa Ludvíka v pražských Holešovicích
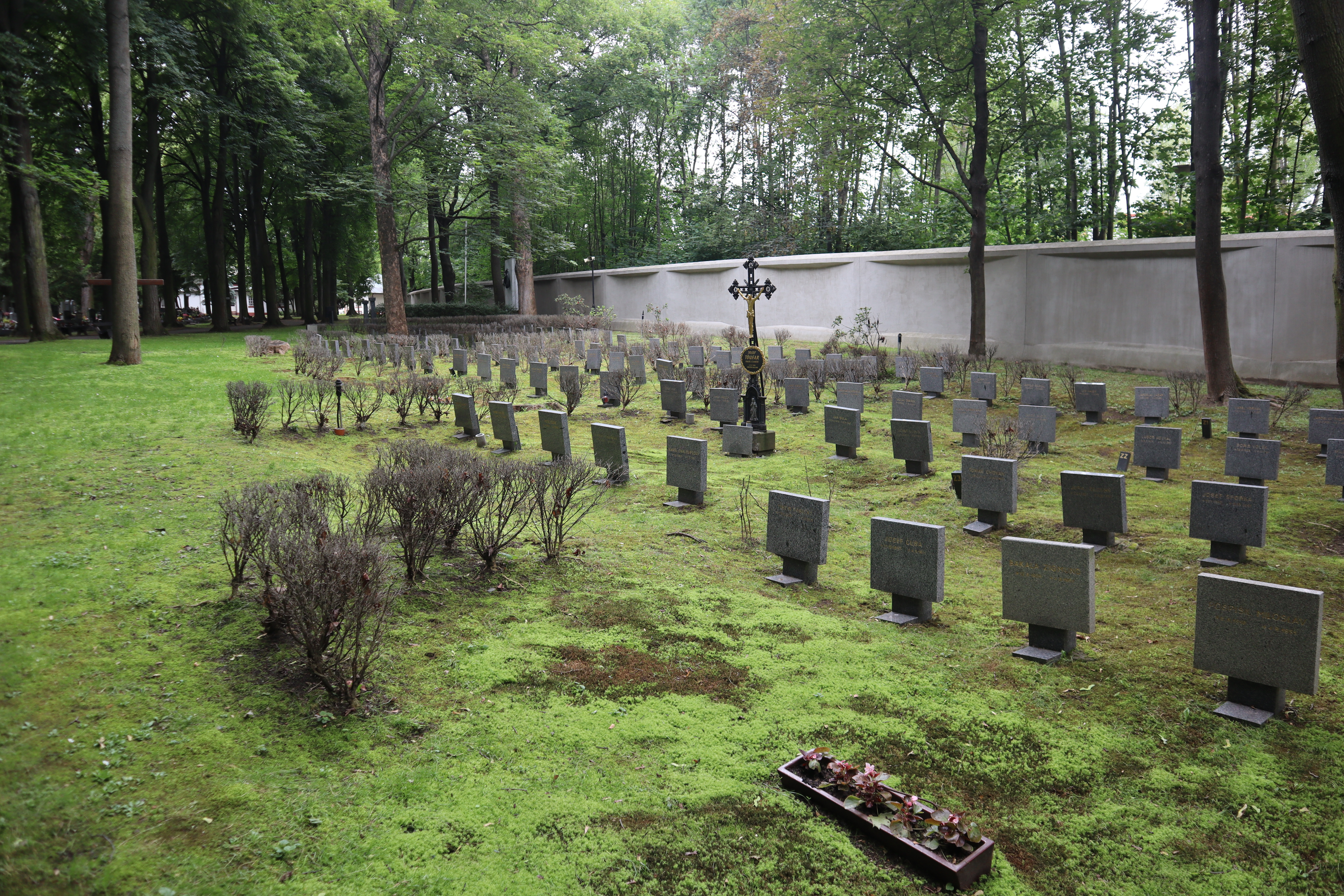
Čestné pohřebiště popravených a umučených z 50. let (III. odboj) na Ďáblickém hřbitově
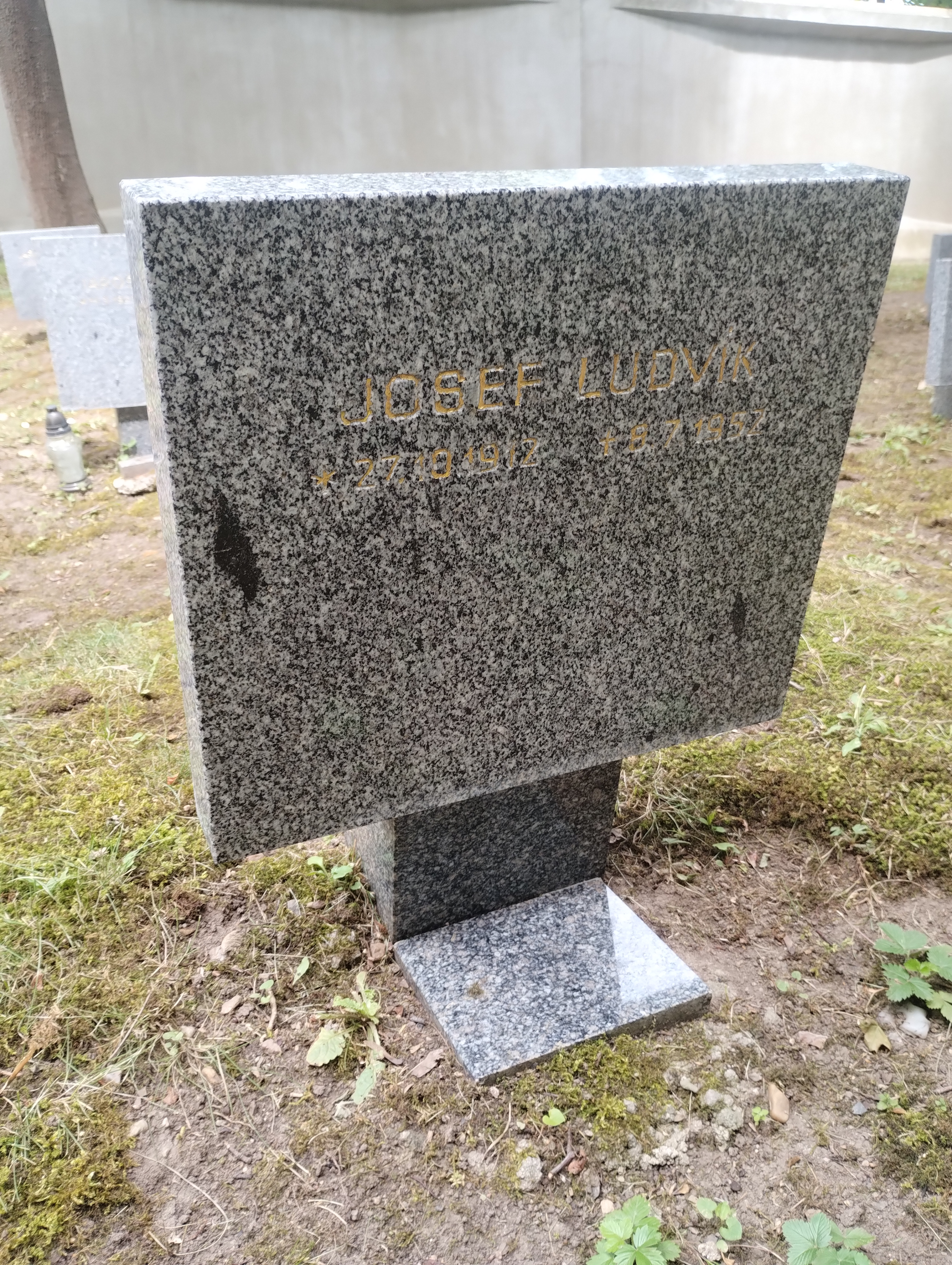
Symbolický náhrobek J. Ludvíka na Čestném pohřebišti v Ďáblicích